# Gaspar Gomán
Gaspar Gomán Pama (ur. 1928 w Malabo, zm. 2 kwietnia 2016 w Jaunde) – malarz z Gwinei Równikowej, przez większość życia mieszkający i tworzący w Kamerunie.
Urodził się w Malabo, jako syn emigranta z dawnego niemieckiego Kamerunu. Dzięki otrzymanemu stypendium w 1954 wyjechał do Hiszpanii, studiował sztuki piękne w Barcelonie. Do Gwinei Hiszpańskiej powrócił w 1960, poświęcając się malarstwu oraz działalności dydaktycznej w zakresie sztuk plastycznych i historii sztuki. Udekorował kościół w Bososo, odpowiadał również za dekorację dawnego pałacu prezydenckiego w stolicy kraju. Jego prace prezentowano na rozmaitych wystawach, tak w Malabo jak i w Bacie.
W czasie prezydentury Francisco Macíasa Nguemy został uwięziony w osławionym Prisión Playa Negra. Miało to związek z antyintelektualną polityką reżimu i niechęcią do związków z dawną metropolią. Został ostatecznie uwolniony, dzięki interwencji ambasady Kamerunu, osiadł następnie w Jaunde. O pobycie Gomána w więzieniu opowiada film dokumentalny Memoria negra (2006).
Po przenosinach do Kamerunu pracował jako nauczyciel języka hiszpańskiego, kontynuował również aktywność artystyczną. Jego twórczość można określić jako syntezę malarstwa europejskiego z przełomu XIX i XX wieku z dawnym malarstwem afrykańskim. Znany ze swobody w operowaniu rozmaitymi technikami i formami wyrazu, od szkiców ołówkiem na mozaikach i freskach skończywszy. Jedną z najlepiej znanych prac Gomána jest fresk zdobiący Afriland First Bank w Jaunde.